# Rysk-turkiska kriget (1710–1711)
Rysk-turkiska kriget (1710–1711) utkämpades mellan Tsarryssland och Osmanska riket 1710–1711. Det var starkt sammanknutet till stora nordiska kriget. Kriget mellan Ryssland och Osmanska riket bröt ut efter att Ryssland besegrat Sverige i slaget vid Poltava, då Karl XII flydde till Osmanska riket och sökte hjälp från den osmanska sultanen Ahmed III. Sultanen blev övertalad att förklara krig mot Ryssland den 20 november 1710. Konfliktens viktigaste händelse var den dåligt förberedda Prutkampanjen 1711.
Konflikten slutade med freden vid Prut den 21 juli, trots en besviken Karl XII. Freden innebar att Azov skulle återges till osmanerna.